# Podhorie (Banská Štiavnica)
|  | No s'ha de confondre amb Podhorie. |

Podhorie és un poble i municipi d'Eslovàquia que es troba a la regió de Banská Bystrica.

## Història
La primera menció escrita de la vila es remunta al 1388.

## Demografia
| Godina             | 1994 | 2004   | 2014    | 2024   |
| ------------------ | ---- | ------ | ------- | ------ |
| Nombre de persones | 405  | 381    | 339     | 334    |
| Diferència         |      | −5,92% | −11,02% | −1,47% |

| Godina             | 2023 | 2024 |
| ------------------ | ---- | ---- |
| Nombre de persones | 334  | 334  |
| Diferència         |      | +0%  |